# Meliboeus elongatus
Meliboeus elongatus es una especie de escarabajo del género Meliboeus, familia Buprestidae. Fue descrita científicamente por Kerremans en 1907.